# Amager Strand Station
Amager Strand Station er en Metro-station på Amager. Den ligger på linje M2 mellem stationerne Øresund og Femøren.
Amager Strand Station blev indviet i 2007. Stationen ligger i takstzone 3.
I 2012 var passagertalet pr. dag i gennemsnit 1.400 personer .

## Amagerbanen
Amagerbanens "Engvej trinbræt" lå lidt syd for, hvor Amager Strand Station nu ligger.